# Canaan Banana
Canaan Sodindo Banana, född 5 mars 1936 i Esigodini (dåvarande Essexvale) i nuvarande Matabeleland South, död 10 november 2003 i London, Storbritannien, var en zimbabwisk politiker. Han var den första presidenten (en ceremoniell post) i republiken Zimbabwe, från 18 april 1980 till 31 december 1987. Under hans presidenttid var Robert Mugabe premiärminister och den som hade den verkliga makten. Banana var även metodistpastor, teologiprofessor och diplomat. 1982 infördes en lag som gjorde det straffbart att yttra skämt om presidentens namn.
Under sitt politiskt aktiva liv hann Banana med att slå ihop de två politiska partierna Zimbabwe African National Union (ZANU) och Zimbabwe African People's Union  (ZAPU), arbetade som diplomat för Organisation of African Unity och ledde det religiösa departementet på Zimbabwes universitet.
1997 blev han arresterad i Zimbabwe för sodomi. Han blev fälld på elva punkter för sodomi, och flydde då till Sydafrika innan han blev satt i fängelse efter att ha betalat ut sig i borgen. Han återvände till Zimbabwe i december 1998 efter ett möte med Nelson Mandela. Den 18 januari 1999 dömdes han till tio års fängelse, varav nio år villkorligt. Domen bekräftades i högsta domstolen i maj 2000. Han tillbringade åtta månader i fängelse, efter att ha fått straffreduktion på grund av gott uppförande, och släpptes i januari 2001. Två år senare avled han i cancer.